# ابن شهيد
أبو عامر أحمد بن عبد الملك بن شُهَيْد (382 هـ - 426 هـ) وزير وشاعر أندلسي.

## سيرته
ولد أبو عامر أحمد بن عبد الملك بن أحمد بن عبد الملك بن عمر بن محمد بن عيسى بن شهيد الأشجعي في قرطبة، عام 382 هـ لأسرة قرطبية مرموقة كان أفرادها يتولون بعض المناصب الهامة في الدولة الأموية في الأندلس، فجده شُهيد بن عيسى كان أول الداخلين من أسرته إلى الأندلس في عهد عبد الرحمن الداخل، وجده عيسى بن شهيد كان حاجبًا للأمير عبد الرحمن بن الحكم، وجده أحمد بن عبد الملك كان من قادة الخليفة عبد الرحمن الناصر لدين الله ومن وزرائه، وهو أول من تسمى بذي الوزارتين في الأندلس. كما كان أبوه عبد الملك من وزراء الخليفة هشام المؤيد بالله ومن ندماء الحاجب المنصور. «في هذا الجو المفعم بالمحبة، والمودة يظلله النعيم وكثرة المال، وتوفر الجاه والسلطة نشأ ابن شهيد الطفل الصغير، فرضع حبّ الترف والبذخ، والتعلق بالمال والحرص على إنفاقه» 
عُرف أبو عامر بن شهيد الشاعر ببلاغته وكرمه، وله شعر جيد يجدّ فيه ويهزل، وإن كان يغلب على شعره الهزل. إضافة إلى عدد من التصانيف منها «كشف الدك وإيضاح الشك» و«حانوت عطار» و«رسالة التوابع والزوابع» كما كان له من علم الطب نصيب وافر.
كانت بينه وبين ابن حزم مكاتبات ومداعبات، كما أشاد ابن حزم ببلاغته.
وروي عن أبي النصر بن خاقان يصف قدرته الإبداعية في التناول والعرض الكتابي: «توغل في شعاب البلاغة وطرقها وأخذ على متعاطيها ما بين مغربها ومشرقها، لا يقاومه عمرو بن بحر، ولا تراه يغرف إلا من بحر»  ، ويقصد بعمرو بن بحر الجاحظ صاحب كتابي: «البيان والتبيين»«والحيوان».
يقول الدكتور حازم عبد الله خضر: «مارس أبو عامر الجانب الثاني من التعبير العربي، فكان له فيها الباع الطويل وآثار لا يستهان بها، دلت على مبلغ ثقافته وسعة اطلاعه في هذا الجانب الأدبي المهم. وقد طرق شتى الموضوعات مظهراً قدرته كما حاول إظهارها في الشعر، ونحسب أنه قد وفق إلى حد كبير في النثر ربما فاق التوفيق الذي حالفه في الشعر».
يقول الدكتور شوقي ضيف: «على أن ما تميز به إنما هو جانب الأدب فقد كان شاعراً كبيراً كما كان كاتباً كبيراً أيضاً ويدل ما روي عنه من أثار أن نثره كان أكبر من شعره، وقد شهد له النقاد بمقدرته فيه وتفوقه».
مات أبو عامر بن شهيد بقرطبة في جمادى الأولى عام 426 هـ، دون أن يعقب.